# امامزاده سیدمحمد
امامزاده سیدمحمد، روستایی از توابع بخش مرکزی شهرستان اقلید در استان فارس ایران است.

## جمعیت
این روستا در دهستان خنجشت قرار دارد و براساس سرشماری مرکز آمار ایران در سال ۱۳۸۵، جمعیت آن زیر سه خانوار بوده‌است.